# Jerzy Trela
Jerzy Józef Trela (n. 14 martie 1942, Leńcze⁠(d), Gmina Kalwaria Zebrzydowska⁠(d), voievodatul Polonia Mică, Polonia – d. 15 mai 2022, Cracovia, Polonia) a fost un actor polonez de teatru,  film și televiziune, profesor și rector al Școlii Superioare de Stat de Teatru din Cracovia (PWST), membru al Seimului Republicii Populare Polone, al 9-lea mandat (1985-1989). 
În 2003 a jucat în filmul Stara basn. Kiedy slonce bylo bogiem care a fost regizat de Jerzy Hoffman după un roman istoric din 1876 (Poveste veche) de Józef Ignacy Kraszewski. Este cunoscut și pentru rolurile sale din Trei Culori: Alb (1994), Unde te duci? (2001) și Ida (2013).
Trela a jucat, de asemenea, multe roluri pe scena Teatrului Vechi din Cracovia (în poloneză: Narodowy Stary Teatr im. Heleny Modrzejewskiej w Krakowie).

## Biografie și carieră
Jerzy Józef Trela  s-a născut și a crescut în satul Leńcze din județul Wadowice, voievodatul Polonia Mică. A absolvit școala secundară de artă din Cracovia, apoi a început studiile la Departamentul de actorie al Școlii Superioare de Stat de Teatru din Cracovia pe care a absolvit-o în 1969. A fost unul dintre cofondatorii Teatrului Scena din Cracovia. A lucrat ca actor al Teatrul  Rozmaitości și din 1969 până în ianuarie 2014 la Teatrul Vechi (Stary), ambele din Cracovia. A fost membru al ansamblului de bază al Teatrului Vechi și a jucat în numeroase producții regizate de Konrad Swinarski. A interpretat roluri remarcabile, inclusiv în piesele Dziady și Wyzwolenie (Eliberare). A părăsit teatrul în semn de protest împotriva schimbărilor introduse de noul regizor de scenă - Jan Klata. Anna Polony a părăsit trupa alături de Trela.
În anii 1984-1990, Trela a fost rectorul PWST din Cracovia. În prezent, este profesor al aceleiași universități.
În numele Partidului Muncitoresc Unit Polonez, el a fost membru al Seimului Republicii Populare Polone în al 9-lea mandat (1985-1989). În anii 1986–1989 a fost membru al Consiliului Național al Culturii și al Consiliului Consultativ al președintelui Consiliului de Stat al Republicii Populare Poloneze, Wojciech Jaruzelski.
El a fost membru al comitetului onorific care l-a susținut pe Bronisław Komorowski înainte de alegerile prezidențiale din 2015.

## Onoruri și premii
În 1999 a primit Ordinul polonez Meritul Cultural (în poloneză Odznaka Honorowa "Zasłużony dla Kultury Polskiej").
În 2011, i s-a acordat Crucea de Comandor cu Stea a Ordinului Polonia Restituta (2011), după ce a primit anterior Crucea de Comandor (2000) și Crucea de Cavaler  (1981).
Pentru rolul  din Quo Vadis (2002) Jerzy Trela a primit Premiul Filmului Polonez pentru cel mai bun actor în rol secundar.
În 2005,  i s-a acordat Medalia de aur „Gloria Artis”.

## Filmografie
- Copernic (1973)
- Sanatoriul timpului (1973)
- De nicăieri spre nicăieri (1975)
- Ćma (1980)[16]
- Omul de fier (1981)
- Vraciul (1982)
- Danton (1983)
- Noc smaragdového měsíce (1985)
- Magnat (1987)
- Matka Królów (1987)[17]
- Decalogul IX (1988)
- Na srebrnym globie (1988)
- Trei culori: alb (1994)
- Pan Tadeusz (1999)
- Quo Vadis (2001)
- O poveste antică: când soarele era un zeu (2003)
- Nadzieja (2007)
- Ida (2013) ca Szymon Skiba
- Ziarno prawdy (2015)[18]